# جولات التصفيات المؤهلة لدوري أبطال أوروبا 2005–06
بدأت الجولات التأهيلية لدوري أبطال أوروبا 2005–06 في 12 يوليو 2005. في المجموع، كانت هناك ثلاث جولات تأهيلية قدمت 16 ناديًا للانضمام إلى مرحلة المجموعات.